# Actinote lulesa
Actinote lulesa är en fjärilsart som beskrevs av Hayward 1935. Actinote lulesa ingår i släktet Actinote och familjen praktfjärilar. Inga underarter finns listade i Catalogue of Life.